# 何汤
何汤，字仲弓，豫章南昌人，东汉政治人物。桓榮高徒。桓榮四十多歲了還沒兒子，何湯出面讓桓榮妻子離婚，又替桓榮介紹其他女子為妻，桓榮因此有了3個兒子。對此桓榮非常敬重何湯。後來何湯擔任郎中，看守洛陽开阳门。建武十八年（42年）發生乾旱，大臣都在沒有任何遮陽措施下來到郊外的祭壇請雨，而只有洛陽令的馬車上有車蓋。結果在洛陽令經過开阳門的時候被何湯逮捕。光武帝知道後下詔免令去洛陽令官職，升何湯為虎賁中郎將，並称赞他是“赳赳武夫，公侯干城”。後來何湯又教授太子劉莊《尚書》，並向光武帝推薦桓榮。